# 朱伸𩀈
鎮原王朱伸𩀈（16世紀—1622年），明朝慶藩第一代鎮原王，慶端王朱倪𤏳的庶第二子。

## 生平
萬曆九年（1581年）四月，封鎮原王。萬曆十九年（1591年），慶府管理府事綏德王朱伸域去世，因其子尚幼，朱伸𩀈受命暫行管理慶府事。
萬曆二十年（1592年），宁夏致仕副總兵哱拜發動叛亂，朱伸𩀈被哱拜幽禁，金币、粮食被勒索一空。叛亂平定後，朱伸𩀈於次年上書請求賑濟，並遷往腹里。明神宗以分封定制為由，拒絕了其遷徙請求，只答應賑濟。
萬曆二十三年（1595年），朱伸𩀈還政於朱伸域之子朱帥鋅。天啟二年（1622年），朱伸𩀈去世。三年後，嫡長子朱帥𨫱襲爵。

## 家庭

### 子
- 嫡長子：鎮原王朱帥𨫱
- 第二子：鎮國將軍朱帥鎦
- 第三子：鎮國將軍朱帥鎬[7]